# Cristina ruandana
Cristina ruandana is een hooiwagen uit de familie echte hooiwagens (Phalangiidae).